# Хидросистем
Хидросистем је систем вода неког подручја.

## Речни систем
Главна река са својим притокама сачињава речни систем. Сви водотоци неког речног система сврставају се у редове. У њиховој класификацији постоји више метода. 
Гравелијус (1914) сматра да у колико река припада вишем реду, утолико је она мања и безначајнија. Таква класификација река у редове је неисправна, јер је нпр. Сава притока првог реда Дунава, а такође и неки мали безимени поток који утиче у Дунав. Стога је ова класификација напуштена.
Амерички инжењер Р. Хортон (1945) поступио је супротно од Гравелијуса: токови првог реда су само ни који немају уопште никаквих притока; токову другог реда примају само притоке другог реда, док токови трећег реда примају притоке другог реда, али и притоке првог реда итд. Према томе, по Хортоновој класификацији водотока, уколико главна река припада већем реду, онда она има утолико развијенији речни систем. 
Штралер (1952) сврстава у токове првог реда водотоке без притока- па и изворишни ток реке. Спајањем два водотока првог реда настаје водоток другог реда, а ако се овоме прикључи исти такав водоток онда се појављује водоток трећег реда. Водоток четвртог реда настаје спајањем два водотока трећег реда итд. 
Касније су уочене извесне нелогичности и ове класигикације водотока па је Шреве (1967) предложио нову шему. У овој два водотока другог реда после спајања дају водоток четвртог реда, а ако се њему прикључи водоток првог реда, онда настаје водоток петог реда. По Шревеовој класификацији водотока, завршни рад неке реке представља у суштини збир водотка у речном систему. Мада Шревеова класификација водотока привлачи пажњу, јер јој пристут логичан, она још није постала основа већине морфометријских истраживања речних система.

## Речна мрежа
Све површинске воде на копну сачињавају његову хидрографску мрежу. Ту спадају водотоци, језера, мочваре па и ледници. Саме реке сачињавају мрежу, која је, само део хидрографске мреже.
Треба разликовати појам речног система од речне мреже; први сачињава одређену хидрографску целину- систем, а други нема то својство. Тако нпр. Амазон са својим притокама представља највећи хидрографски систем на Земљи, док све реке Јужне Америке сачињавају њену речну мрежу. У нашој земљи се може говорити о хидрографским системима Мораве, Тимока, Колубаре и других река, али сви водотоци наше земље образују њену речну мрежу. Запажено је да на појединим теренима постоји више водотока, па тако земљиште има већу густину речне мреже. Она се изражава на више начина и углавном по речним системима, а обележава се словом Д. 
Честина водотока представља однос између броја река и површине слива или неке друге територије, изражене у кm².
У равницама преовлађују водотоци већих дужина, али у мањем броју, па је стога тамо густина водотока мала. Међутим, у планинским теренима, нарочито у сеpпентинитима, велики је број кратких водотока, због чега је њихова чеcтина знатна. 
Густина речне мреже(Д) по Нојману представља однос између укупне дужине свих водотока и површине слива.
По Нојмановом обрасцу добија се просечна дужина водених токова на површини од 1кm² слива. Она зависи од више чинилаца, најважнији су: поднебље, а нарочито геолошка грађа и рељеф, и у мањој мери, вегетација. Највећу густину речне мреже имају планински терени, који обилују падавинама, а изграђени су од вододржљивих стена. Србија има речну мрежу дужине 65 980 км или просечно 747 м/кm². Познавање густине речне мреже је значајно у потамолошким проучавањима, јер онда предстаља систем природних канала, који одводњавају слив. За неке речне сливове у нормалним теренима утврђена је корелациона веза између густине речне мреже и величине отицања падавина.

## Типови речне мреже
На географским картама речна мрежа има разнолике облике, али се сви они могу сврстати у неколико група, односно типова. Они зависе највише од тектонских покрета, рељефа и геолошке грађе територије на којој се развила речна мрежа.
- Дендроидни (дрволики) тип речне мреже подсећа на стабло са гранама. Водотоци су кривудави и утичу у главну реку под различитим угловима, који су претежно оштри. Овакав тип речне мреже се развија најчешће на хоризонталним или скоро хоризонталним словејима седиментних стена, али у кристалним шкриљцима подједнаке отпорности према речној ерозији.
- Правоугли тип речне мреже развија се обично дуж тектонсих раседа, који су испресецали територију под угловима блиским 90°. Ако ови углови више одступају од величине од 90°, онда се образује дијагонални тип речне мреже. Често се на некој територији са правоугаоном речном мрежом појављују и дендроидни. До такве појаве долази само на теренима са једнородним стенама, које су испресецане међусобно удаљеним толико да се на површинама између њих могу образовати други тип речне мреже. Главни водотоци сачињавају у овом случају правоугли тип речне мреже, а њихове притоке дендроидни.
- Решеткасти тип речне мреже састоји се од више скоро паралених токова, који теку у једном правцу, и већег броја њихових мањих притока, што у прве утичу скоро под правим углом. Овакав тип речне мреже се развија најчешће на територијама са набраним слојевима, при чему су осе синклинала скоро паралелне. По синклиналама теку главни водотоци, а са крила антиклинале њихове кратке притоке. Решеткасти тип речне мреже је веома често застуљен у областима плеистоценог инландајса; у њима су формирана дугачка брежуљакста узвишења- друмлини. Између друмлина теку главни водотоци, а са њихових падавина мање притоке.
- Радијални тип речне мреже се развија око округластих узвишица, на којима су извори водотока; следећи правац пада терена, реке се разилазе низ падине узвишице текући скоро праволинијски или незнатно кривудајући. Такав тип речне мреже је карактеристичан за падине вуклана, али и за друге пределе у којима је ерозивно- акумулативним или тектонским процесима настало неко округласто узвишење.
- Центрипетални тип речне мреже карактеристичан је за веће вулканске калдере, као и за веће котлине са унутрашњим одводњавањем. У таквим случајевима реке утичу у језеро на дну улегнућа или пак отичу водотоком који је пробио прстен калдере, односно обод котлине.

У једном речном систему, са великом површином слива и разнородном тектоником, рељефом и геолошком грађом, могу се образовати различити типови речне мреже. Њиховим проучавањем могу се објаснити неке особености речних режима(нпр. висина и трајање поплавног таласа).